# Некрофилия
Некрофилията, още наричана танатофилия и некролагния е сексуално привличане от трупове.
Класифицира се като парафилия от „Диагностичното и статистическо ръководство за душевни болести“ (DSM) на Американската психиатрична асоциация. Думата е изкуствено взета от древногръцки "νεκρός" (nekros; труп или мъртвец) и "φιλία" ("philia"; приятелство, любов). Терминът изглежда да води началото си от книгата "Psychopathia Sexualis" (1886) на Рихард фон Крафт-Ебинг
Росман и Ресник (1989) преглеждат информация от 34 случая на некрофилия, описващи индивидуални мотивации за тяхното поведение: тези индивиди съобщават за желание да притежават несъпротивляващ се неотхвърлящ партньор (68%), повторно обединение с романтичен партньор (21%), сексуално привличане към трупове (15%), комфорт или завладяващи чувства на изолация (15%) или търсене на самоуважение чрез изразяване на сила пред жертва на убийствоо (12%).

## История
Херодот пише в своята „История“ че, за да попречат на сексуален акт с трупове
, древните египтяни оставяли, покойната красива жена да гние „три или четири дни“ преди да я дадат на балсаматорите.Тази практика произлиза от нуждата да се попречи на мъжете, извършващи погребалните обичаи да имат сексуален интерес към тях.

## Понятието некрофилия в психоанализата
Понятието „некрофилия“ не се среща често в психоаналитична литература, макар анално-садистичния характер на Фройд, както и понятието „инстинкт за смърт“ да са свързани с него. Германският психоаналитик Ерих Фром разглежда понятието „некрофилия“ като по-цялостна и всеобхватна ориентация, където сексуалните желания на некрофилния индивид са само една малка част от цялостната ориентация. Той смята, че началото на тази употреба на термина се вижда в изказването на знаменития испанския философ Мигел де Унамуно към генерал Милан Астрей, чието любимо мото било "Viva la Muerte!" (Да живее смъртта!): "Току-що чух един некрофилен и безсмислен вик: Да живее смъртта „. И аз, който прекарах живота си да оформям парадокси, които пораждаха неразбираемия гняв на другите, трябва да кажа с авторитета на експерт, че този странен парадокс е отблъскващ за мен. Генерал Милан Астрей е инвалид. Нека да бъде казано без всякакви обидни отсенки. Той е инвалид от войната. Такъв беше и Сервантес. За съжаление точно сега в Испания има твърде много инвалиди. И скоро ще има дори и повече, ако Господ не ни дойде на помощ. Болно ми е да мисля, че генерал Милан Астрей трябва да диктува схемата на масовата психология. Един инвалид, който не притежава духовното величие на Сервантес, има навика да търси зловещо успокоение, като предизвиква осакатяване около себе си“ (M. de Unamuno, 1936). Ерих Фром прави подобно разграничение като това на Фройд относно инстинкта за смърт и този за живот, само че той ги разделя на хора с преобладаваща биофилна ориентация на характера и такива с преобладаваща некрофилна ориентация, макар и на различно теоретично ниво от това на Фройд (извън схемата на либидото и либидалната енергия). Той разглежда некрофилията като ориентация на характера: „Аз възприех употребата на термина от Унамуно и от около 1961 г. изследвам феномена на вкоренената в характера некрофилия. Моите теоретични концепции са придобити главно чрез наблюдение на индивидите по време на психоанализа. Изследването на някои исторически личности – например Хитлер и наблюдението на индивиди и на характера и поведението на обществените класи, предлага допълнителни данни за анализа на характера.“. Определя некрофилията в характерологичен смисъл като: "страстното привличане към всичко, което е мъртво, разпаднало се, разложено, болно; това е страстта да се превръща това, което е живо, в нещо безжизнено; да се разрушава заради самото разрушаване; изключителния интерес към всичко, което е чисто механично. Това е страстта да се разчленяват живите организми..

## По-нататъшно четене
- Ерих Фром, „Душата на човека“, Кибеа, 2000
- Ерих Фром, „Анатомия на човешката деструктивност“, Захари Стоянов, 2003
- Lisa Downing, Desiring the Dead: Necrophilia and Nineteenth-Century French Literature. Oxford: Legenda, 2003
- Richard von Krafft-Ebing, Psychopathia Sexualis. New York: Stein & Day, 1965. Originally published in 1886.
- Mary Roach, Stiff: The Curious Lives of Human Cadavers. New York: W.W. Norton and Company, 2003.
- E. Wulffen, Enzyklopädie die modernen kriminalistik. Berlin: Langenscheidt, 1910.